# Zlatna kolekcija – Siniša Vuco
Zlatna kolekcija je treći kompilacijski album hrvatskog pjevača Siniše Vuce. Objavljen je 2007. u izdanju diskografske kuće Croatia Records.
Album je dvostruko izdanje s ukupno 44 pjesme. Prvi CD donosi Vucine najpoznatije rock i folk hitove. Na drugom CD-u nalaze se pjesme pretežno u zabavnom pop folk stilu.

## Popis pjesama

### CD 1
1. Crna ženo
2. Nedjelja
3. Rajske kočije
4. Siromasi
5. Evo mene Dunave
6. Pije mi se
7. Nek sam pijan
8. Sestro, odlazi
9. Proljeće
10. Maska
11. Dobra večer tugo
12. Tebe nema (Na prozore Božić kuca)
13. Molim te, vrati se
14. Sviće dan
15. Zbogom majko, zbogom oče
16. U kafani
17. Sanja
18. Vode se ne napila
19. E, draga, draga
20. E, da si bar tu
21. Nisi ti od jučer
22. Ostani

### CD 2
1. Volim piti i ljubiti
2. Pusti me da pijem
3. Na vjenčanju tvome
4. Kraljica kafana
5. Proklet bio alkohol
6. Ostao sam sam
7. Što mi lomiš dušu
8. Pijanica
9. Danas je moj dan
10. Podigla me iz pepela
11. Vrati se, vrati (s Vesnom Zmijanac)
12. Ima žena, nema broja
13. Eh, da mogu
14. Nevjerna ženo
15. Ne pitaj me (s Džejem Ramadanovskijem)
16. Proklete da su
17. Zbogom ženo
18. Nije meni suđeno
19. Bog me kaznio
20. Draga
21. Duša seljačka
22. Idi do vraga

## Vanjske poveznice
- Crorec.hr intervju sa Sinišom Vucom prilikom objavljivanja kompilacije